# Friedrich Pecht

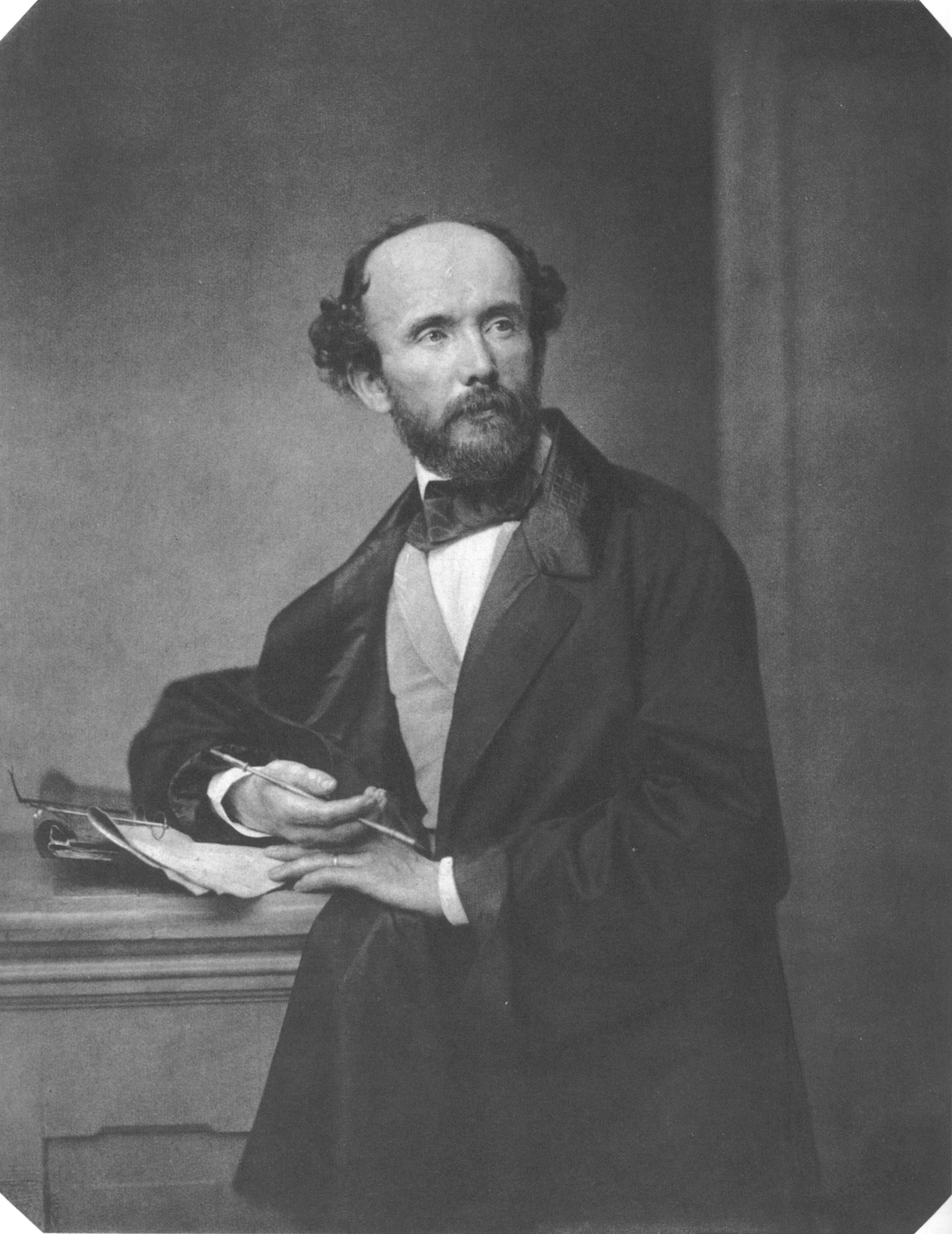
Friedrich Pecht, 1857

August Friedrich Pecht, född 2 oktober 1814, död 24 april 1903, var en tysk konstnär och skriftställare.
Pecht studerade under Paul Delaroche i Paris, och var senare bosatt i bland annat Leipzig och Dresden, från 1854 i München. Förutom porträtt och ett stort antal litografier till bland annat Friedrich Schillers och Johann Wolfgang von Goethes verk utförde han väggmålningar i Maximilianeum i München (1868-71) och i Konstanz. Bland hans skrifter märks Deutsche Künstler des 19. Jahrhunderts 1-4 (1877-85) och Geschichte der Münchener Kunst im 19. Jahrhundert (1888).